# Lily Garafulić Janković
Lily Garafulić Janković (Garafulic Yankovic) (Antofagasta, 1914. – Santiago de Chile, ožujka 2012.) je čileanska kiparica hrvatskog podrijetla. Otac i mati su joj iz bračkog mjesta Nerežišća.

## Životopis
Rodila se je u Antofagasti u obitelji hrvatskih iseljenika s otoka Brača Petra Garafulića i Margarite Janković. Bila je najmlađa od devetero djece. 
Školovala se u školi za lijepe umjetnosti u Santiagu (Escuela de Bellas Artes) kod Lorenza Domingueza. Poslije je na toj istoj visokoj školi bila dugogodišnja dekanica. U Parizu je predratnih 1938. i 1939. bila na studijskom boravku. Ondje je surađivala s rumunjskim kiparom Constantinom Brancusijem. Od 1944. do 1945. bila je boravila u New Yorku kao stipendistica Guggenheimove zaklade, gdje je usavršavala obradu kamena i graviru. Od 1947. do 1948. bila je na studijskom boravku u Italiji. Predavala je na Universidad de Chile. Nakon odlaska u mirovinu proglašena dobila je naslov profesor emeritus.
Iz kiparske radionice Lily Garafulić Janković izašli su poznati kipari kao što su Sergio Badilla Castillo i Raul Valdivieso.
Izučavala je tehniku mozaika u Raveni. 1957. godine posjetila je domovinu Hrvatsku. To je bilo na proputovanju s kongresa likovnih umjetnika koji se je održao u Veneciji, a putovala je u Grčku i Egipat. U Hrvatskoj je boravila u Dubrovniku i Splitu i tom je prigodom hrvatski književnik Tonči Petrasov Marović napravio intervju za hrvatski dnevnik iz Splita Slobodnu Dalmaciju.
Boravak na Uskrsnim otocima 1960. ostavio je trag na njeno stvarateljstvo. Tad je nastao niz njenih radova, drveni i kameni "duhovi Aku". Sljedeće desetljeće obišla je radi proučavanja indijanske umjetnosti obišla je Južnu Ameriku, među njima i slavni Machu Picchu. Za boravka u Europi 1988. obišla je poznate makedonske manastire.
Jedna je od najznačajnijih čileanskih kiparica. Bila je vrlo utjecajna u kiparskim i kulturnim krugovima. Djelovala je 80 godina. Izdjelala je preko 300 kipova. Njeni kipovi nalaze se u bazilici Gospe Lourdske u Santiagu koju je izgradio njen brat, arhitekt Andres Garafulić. Mnoge su njene skulpture monumentalne veličine. Izlagala je na preko 200 izložbâ. Nikad nije uspjela izlagati u Hrvatskoj, unatoč njenoj želji. Jedino njeno djelo koje je izloženo u Hrvatskoj je skulptura, portret žene koji je napravila 1949., a na dar je poslala Galeriji Branislava Deškovića u Bolu.
Godine 1995. dobila je čileansku nacionalnu nagradu za kiparstvo. Časopis Life proglasio ju je ponosom Čilea.
Višegodišnja je ravnateljica Nacionalnog muzeja likovnih umjetnosti u Santiagu.
Nećakinja Lily Garafulić Janković je Gloria Garafulich-Grabois, direktorica Zaklade Gabriela Mistral i osnivačica čilskog odjela washingtonskog Nacionalnog muzeja žena u umjetnosti te urednica časopisa The Chesterton Review Instituta za vjeru i kulturu na sveučilištu Seton Hall u New Jerseyju.